# Rifapentină
Rifapentina este un antibiotic din clasa rifamicinelor, fiind utilizat în tratamentul tuberculozei (în combinație cu antituberculoase, în forme rezistente la rifampicină).  Calea de administrare disponibilă este cea orală.
Rifabutina a fost aprobată în Statele Unite pentru uz medical în anul 1998. Se află pe lista medicamentelor esențiale ale Organizației Mondiale a Sănătății.